# Tischrin
Der Tischrin SC, kurz Tischrin (arabisch تشرين Tischrīn, DMG Tišrīn ‚Oktober‘, oft auch Teshrine, Tishreen, Teshreen oder Tashreen) ist ein syrischer Sportverein aus der Hafenstadt Latakia. Die Herren-Fußballmannschaft spielt aktuell in der höchsten Liga des Landes, der Syrian Premier League.

## Vereinsgeschichte
Der Verein wurde 1947 als al-Dschala (الجلاء, DMG al-Ǧalāʾ ‚Befreiung‘, in Anlehnung auf die Befreiung von der damaligen Kolonialmacht Frankreich) und nicht, wie oft in Statistiken angegeben, als al-Qadisiyya (القادسية, DMG al-Qādisiyya) gegründet. Die Umbenennung in al-Qadisiyya erfolgte vermutlich 1974. 1976 erfolgte die Umbenennung in Tischrin, wie der Monat Oktober im levantinischen Arabisch genannt wird (eine Anspielung auf den Oktoberkrieg 1973), nachdem der Verein mit dem Stadtrivalen an-Nahda (arabisch النهضة, DMG al-Nahḍa ‚Renaissance‘), ehemals al-Arabi (العربي, DMG al-ʿArabī) fusioniert hatte. Die Vereinsfarben sind gelb und rot.
In den Spielzeiten 1981/82 und 1996/97 konnte Tischrin den Titel erringen. Pokalsieger wurde Tischrin nie trotz dreier Finalteilnahmen.
Tischrin machte in der Saison 2001/02 mit einem Skandal auf sich aufmerksam: Zum 21. Spieltag am 4. Mai kam es zu einer Spielabsprache zwischen Offiziellen von Tischrin und zwei Spielern von Dschihad al-Qamischli sowie dem kompletten Präsidium von Dschihad. Als der Verband vom Betrug Wind bekam, wurden beide Teams zwangsrelegiert.

## Vereinserfolge
- Syrischer Meister: 1982, 1997, 2020, 2021, 2022[1]
- Syrischer Vizemeister: 2017, 2019
- Syrischer Pokalsieger: 2022/23
- Syrischer Pokalfinalist: 1987/88, 2003/04, 2005/06
- Syrischer Supercup-Sieger: 1982

## Stadion
Seine Heimspiele trägt der Verein im Al-Assad Stadium in Latakia aus. Das Stadion hat ein Fassungsvermögen von 28.000 Personen.